# Extracts from the Album A Hard Day's Night
Extracts from the Album A Hard Day's Night is een ep van de Britse band The Beatles. Het werd op 6 november 1964 uitgebracht door Parlophone. De ep verscheen enkel in het Verenigd Koninkrijk en Frankrijk op de markt.
Zoals de titel aangeeft, bevat Extracts from the Album A Hard Day's Night nummers die eerder al op het album A Hard Day's Night verschenen. Rond dezelfde tijd kwam ook de ep Extracts from the Film A Hard Day's Night uit, waar nummers op stonden die zowel op dit album als in de gelijknamige film verschenen. De ep behaalde de achtste plaats van de Britse hitlijst voor ep's en bleef hier zeventien weken in staan.

## Tracks
Alle muziek en teksten zijn geschreven door Lennon-McCartney. 
| Nr. | Titel            | Duur |
| --- | ---------------- | ---- |
| 1.  | Any Time at All  | 2:14 |
| 2.  | I'll Cry Instead | 2:06 |

| Nr. | Titel                | Duur |
| --- | -------------------- | ---- |
| 1.  | Things We Said Today | 2:38 |
| 2.  | When I Get Home      | 2:19 |